# Francisco Javier Romano
El Dr. Francisco Javier Romano (1916-2008) fue un distinguido médico cardiólogo argentino. Fue presidente de la Asociación Médica Argentina (AMA) en el período 1978-1982. Fue el único caso en que padre e hijo han presidido la Asociación Médica Argentina. 